# Linda Lavin
Linda Lavin (Portland, 15 de outubro de 1937 – Los Angeles, 29 de dezembro de 2024) foi uma atriz norte-americana, mais conhecida por interpretar a personagem-título no seriado Alice. Ganhou o Tony Award de Melhor Atriz Principal em Peça por sua performance em Broadway Bound, de 1986.
Morreu em Los Angeles no dia 29 de dezembro de 2024, aos 87 anos, devido a complicações de câncer de pulmão.

## Prêmios e indicações
Lavin foi introduzida no American Theater Hall of Fame de 2010 em janeiro de 2011.
Tony Awards
- 1970 Melhor Atriz por Participação Especial em Peça – Last of the Red Hot Lovers (Indicada)
- 1987 Melhor Atriz Principal no Teatro  – Broadway Bound (Venceu)
- 1998 Melhor Atriz por Participação Especial em Peça – The Diary of Anne Frank (Indicada)
- 2001 Melhor Atriz Principal no Teatro – The Tale of the Allergist's Wife (Indicada)
- 2010 Melhor Atriz Principal no Teatro  – Collected Stories (Indicada)
- 2012 Melhor Atriz Principal no Teatro – The Lyons (Indicada)

Drama Desk Awards
- 1987 Melhor Atriz em uma Peça – Broadway Bound (Venceu)
- 2008 Melhor Atriz por Participação Especial em Peça – The New Century (Venceu)

Obie Award
- 1994–95 Melhor Atriz – Death Defying Acts (Venceu)
- 2012 Performance The Lyons (Venceu)[4]

Golden Globe Awards
- 1979 Melhor Atriz em Série de Comédia ou Musical – Alice (Venceu)
- 1980 Melhor Atriz em Série de Comédia ou Musical – Alice (Venceu)
- 1981 Melhor Atriz em Série de Comédia ou Musical – Alice (Indicada)

Primetime Emmy Awards
- 1979 Melhor Comediante Feminina – Alice (Indicada)